# 13421 Holvorcem
13421 Holvorcem è un asteroide della fascia principale. Scoperto nel 1999, presenta un'orbita caratterizzata da un semiasse maggiore pari a 2,6541315 UA e da un'eccentricità di 0,0945460, inclinata di 3,29387° rispetto all'eclittica.
L'asteroide è dedicato all'astrofilo brasiliano Paulo Renato Holvorcem.